# Campyloneurus consimilis
Campyloneurus consimilis är en stekelart som först beskrevs av Günther Enderlein 1920.  Campyloneurus consimilis ingår i släktet Campyloneurus och familjen bracksteklar. Inga underarter finns listade.